# 日本漢字音の声調
日本漢字音の声調（にほんかんじおんのせいちょう）とは、日本漢字音の資料中で注釈されている漢字の声調に関する内容を指す。異なった声調の字は、異なった符号によって区分される。日本語には高低アクセントがあるものの、漢語の声調とは実際、同じものではなく、現代日本語の漢字の音読みは声調を区別することもない。

## 概要
『広韻』は漢字を声調に基づいて四声（平声・上声・去声・入声）に分ける。現代日本語は漢字の声調を区別しないが、日本漢字音の原始資料は往々にして声調の区別に対して記録がある。区別の方法は漢字／仮名の肩や上に点を加え（「声点」）、異なった位置によって異なった声調を区分する。その位置を江戸期の文献（尾崎雅嘉・著「蘿月庵國書漫抄」）の図をもって、描写すれば、左下隅が「平」にとられ、以下時計回りに「上」「去」「入」の順となっている。
日本漢字音の声調体系は種類によって様々に異なっているが、総じて漢音資料について言えば、比較的忠実に中古音の声調を反映しており、呉音資料はそれよりもやや大きな差違がある。

## 漢音の声調
漢音の声点資料は、早くとも平安時代初期の最終段階には現われる。その声調体系は主に以下の特徴がある。
- 広韻の平・上・去・入声は、漢音の平・上・去・入声に対応している（声母が濁音の上声が、去声に変わったもの、すなわち「濁上変去（全濁上声の去声化）」を除く）。
- 広韻の平声・入声字は漢音の中では、また「軽」と「重」の二類に分別区分され、その区分は、声母の清（軽）と濁（重）に対応する。
- 全濁上声字は漢音の中では去声となり、切韻の時代の後、中国音が起こした濁上変去現象を反映している。

漢音の六種調類の調値は、仮名によって加えた声点に基づいて推定すると、以下のようになる。
- 平声重 = 低平調
- 平声軽 = 下降調
- 上声 = 高平調
- 去声 = 上昇調
- 入声重 = 低平調
- 入声軽 = 高平調

## 呉音の声調
呉音が日本に伝来してきた時、声調はまだ記録されていなかった。呉音資料の声点の付加は漢音に大きく遅れて、11世紀になって初めて現われた。その声調が元々いかなるものであったかは、現存資料を手掛かりとして推測することができるのみである。
- 平安後期から鎌倉時代までの法華経読誦音が明らかであり、呉音は平・上・去・入声の四種の調類に分かれ、内部は「軽」／「重」に再び区分はしていない（仮名で加えた声点に基づけば明らかで、平安以前の呉音資料にはただ平・去・入声とだけある）。
- 呉音の調値は、仮名によって加えた声点によれば、漢音と基本的には一致する。
  - 平声 = 低平調
  - 上声 = 高平調
  - 去声 = 上昇調
  - 入声 = 低平調
- 呉音の声調体系の中では、漢字の類別は広韻および漢音と相当大きな違いがある。入声字の分類は一致するが、相当多くの漢音の平声字は呉音では上声・去声となり、漢音の上声・去声字は呉音では平声となる。

## その他
鎌倉時代伝来の宋音および江戸時代伝来の唐音には声点資料がない。